# 로마 신화

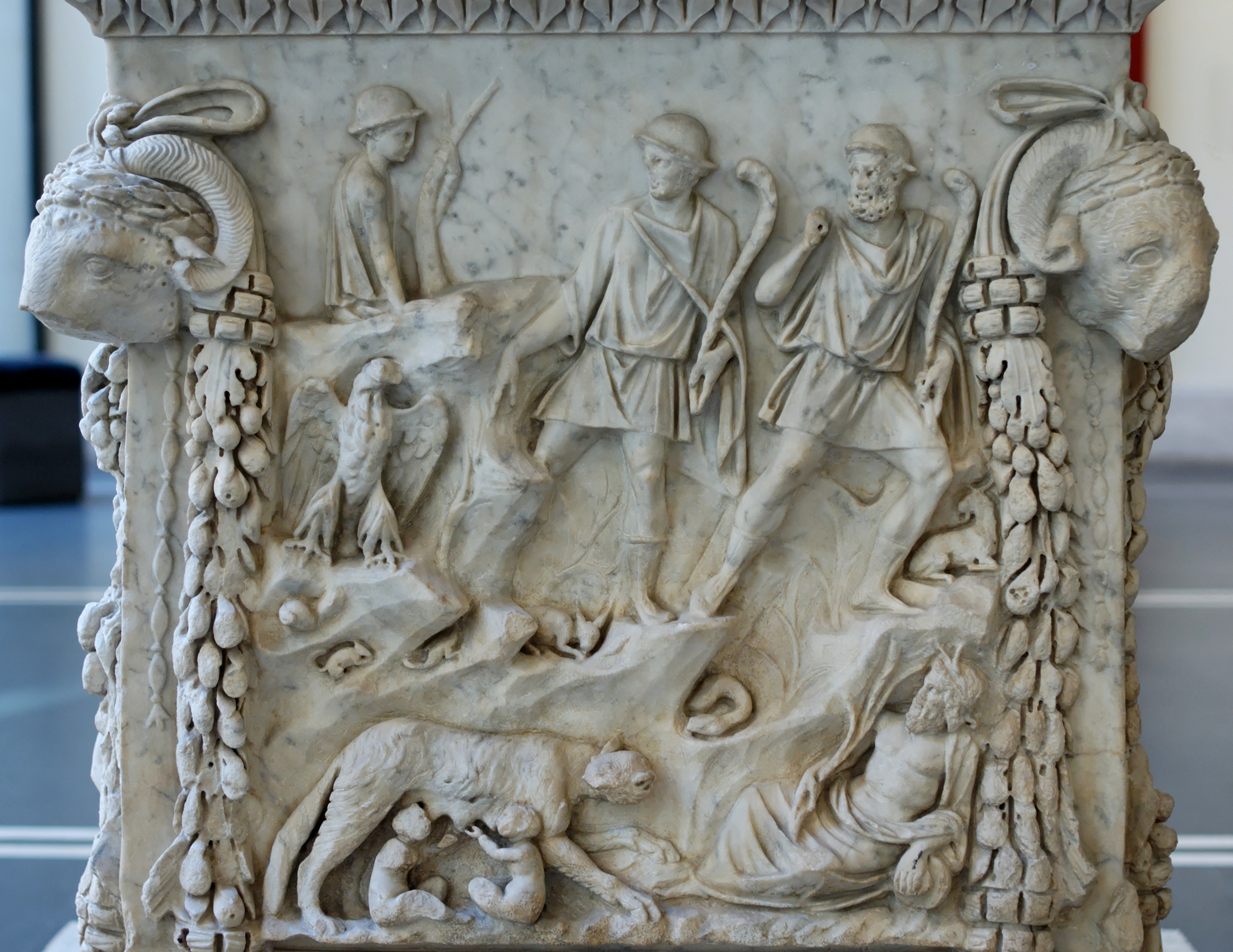

로마 신화(— 神話, Roman mythology)는 라틴어 문학과 로마의 시각 예술에 나타난 고대 로마의 신화이며, 로마 민속의 한 형태이다. "로마 신화"는 또한 이러한 표현들에 대한 현대적 연구와 어떤 시기든 다른 문화의 문학과 예술에 나타난 주제를 지칭하기도 한다. 로마 신화는 이탈리아족의 신화에서 유래하며 원시 인도유럽 신화와 신화소를 공유한다.
로마인들은 자신들의 전통 서사가 기적적이거나 초자연적인 요소가 있더라도 대개 역사적인 것으로 취급했다. 이야기들은 종종 정치와 도덕에 관한 것이며, 개인의 청렴성이 공동체나 로마 국가에 대한 책임과 어떻게 관련되는지를 다룬다. 영웅주의는 중요한 주제이다. 이야기들이 로마의 종교적 관행을 조명할 때, 그것들은 신학이나 우주기원론보다는 의식, 아우구르, 그리고 제도에 더 중점을 둔다.
로마 신화는 또한 그리스 신화에, 주로 그리스의 헬레니즘 문명 시기와 로마의 그리스 정복을 통해, 로마 작가들이 그리스 문학 모델을 예술적으로 모방하면서 영향을 받았다. 로마인들은 자신들의 신들을 고대 그리스의 신들과 동일시하고 그리스 신들에 대한 신화들을 로마의 신들 이름으로 재해석했다. 그리스 신화의 영향은 로마의 원사 시대에 이미 시작되었을 가능성이 있다.
고전 신화는 그리스와 로마 신화가 합쳐진 전통으로, 특히 라틴 문학을 통해 유럽 전역의 중세에서 르네상스를 거쳐 현대 소설과 영화에서 신화가 사용되는 방식까지 전파되었다. 로마인들의 그리스 신화 해석은 그리스 원전보다 신화의 서사적 및 회화적 표현에 더 큰 영향을 미쳤다. 특히 아우구스투스 통치 시대에 쓰인 오비디우스의 변신 이야기에 실린 그리스 신화 버전은 정전으로 여겨지게 되었다.

## 로마 신화의 본질

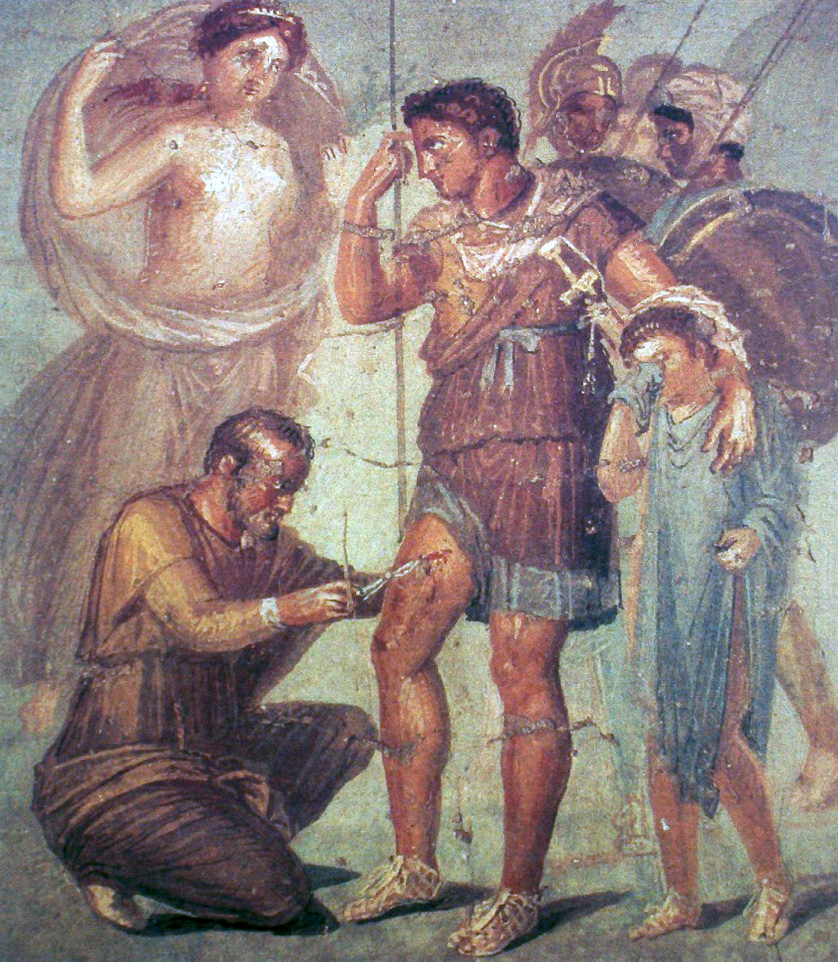
폼페이의 이 벽화에서 베누스가 아이네이아스의 상처를 치료하는 의사 이아픽스를 지켜보고 있다. 눈물을 흘리는 소년은 율리우스 카이사르와 율리우스-클라우디우스 왕조의 전설적인 조상인 그의 손자 아스카니오스이다.

의식이 그리스인들에게 신화가 그랬던 것처럼 로마 종교에서 중심적인 역할을 했기 때문에, 로마인들이 고유한 신화를 많이 가지고 있었는지에 대해 의심하는 경우도 있다. 이러한 인식은 낭만주의와 19세기 고전학의 산물로, 그리스 문명을 더 "진정으로 창의적"이라고 평가했다. 그러나 르네상스부터 18세기까지 로마 신화는 특히 유럽 회화의 영감이 되었다. 로마 전통은 도시의 건국과 발흥에 관한 역사적 신화, 즉 전설이 풍부하다. 이러한 서사는 신들의 간헐적인 개입만이 있을 뿐 신의 명령에 따른 운명이라는 만연한 감각을 가진 인간 행위자들에게 초점을 맞춘다. 로마의 초기 시대에는 역사와 신화가 상호 보완적인 관계를 가졌다. T. P. 와이즈먼이 언급했듯이:

로마 이야기는 1300년의 단테 알리기에리, 1600년의 윌리엄 셰익스피어, 1776년의 미국 건국의 아버지들에게 중요했던 것처럼 여전히 중요하다. 자유 시민이 되기 위해서는 무엇이 필요한가? 초강대국이 여전히 공화국일 수 있는가? 선의의 권위는 어떻게 살인적인 폭정으로 변하는가?

로마 신화의 주요 출처로는 베르길리우스의 아이네이스와 티투스 리비우스의 초기 역사서 몇 권, 그리고 디오니시오스의 로마 고대사(Roman Antiquities)가 있다. 다른 중요한 출처로는 로마 종교력을 기준으로 구성된 6권의 시인 오비디우스의 행사력과 프로페르티우스의 4권의 애가(elegy)가 있다. 로마 신화의 장면들은 로마의 벽화, 주화, 조각, 특히 부조에서도 나타난다.

### 건국 신화
아이네이스와 티투스 리비우스의 초기 역사는 로마의 건국 신화에 대한 현존하는 가장 좋은 자료이다. 그리스 영웅 전설의 자료는 일찍이 이 토착 혈통에 접목되었다. 트로이 왕자 아이네이아스는 라틴족의 이름 조상인 라티누스 왕의 딸인 라비니아의 남편으로 설정되었으며, 따라서 복잡한 수정주의 계보를 통해 로물루스와 레무스의 조상으로 여겨졌다. 나아가 트로이인들은 로마 민족의 신화적 조상으로 받아들여졌다.

### 다른 신화들

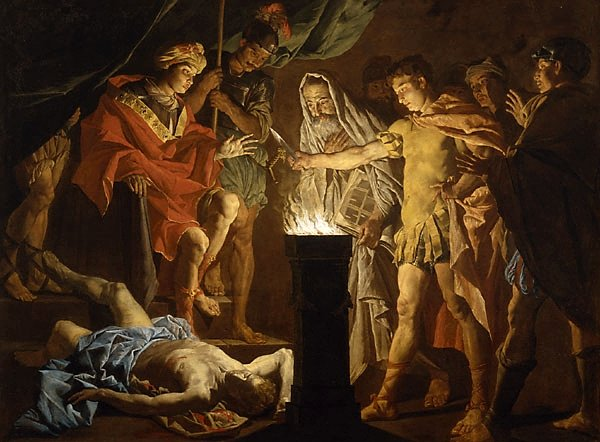
마티아스 스톰의 라르스 포르세나 앞에 선 무키우스 스카이볼라 (1640년대 초)

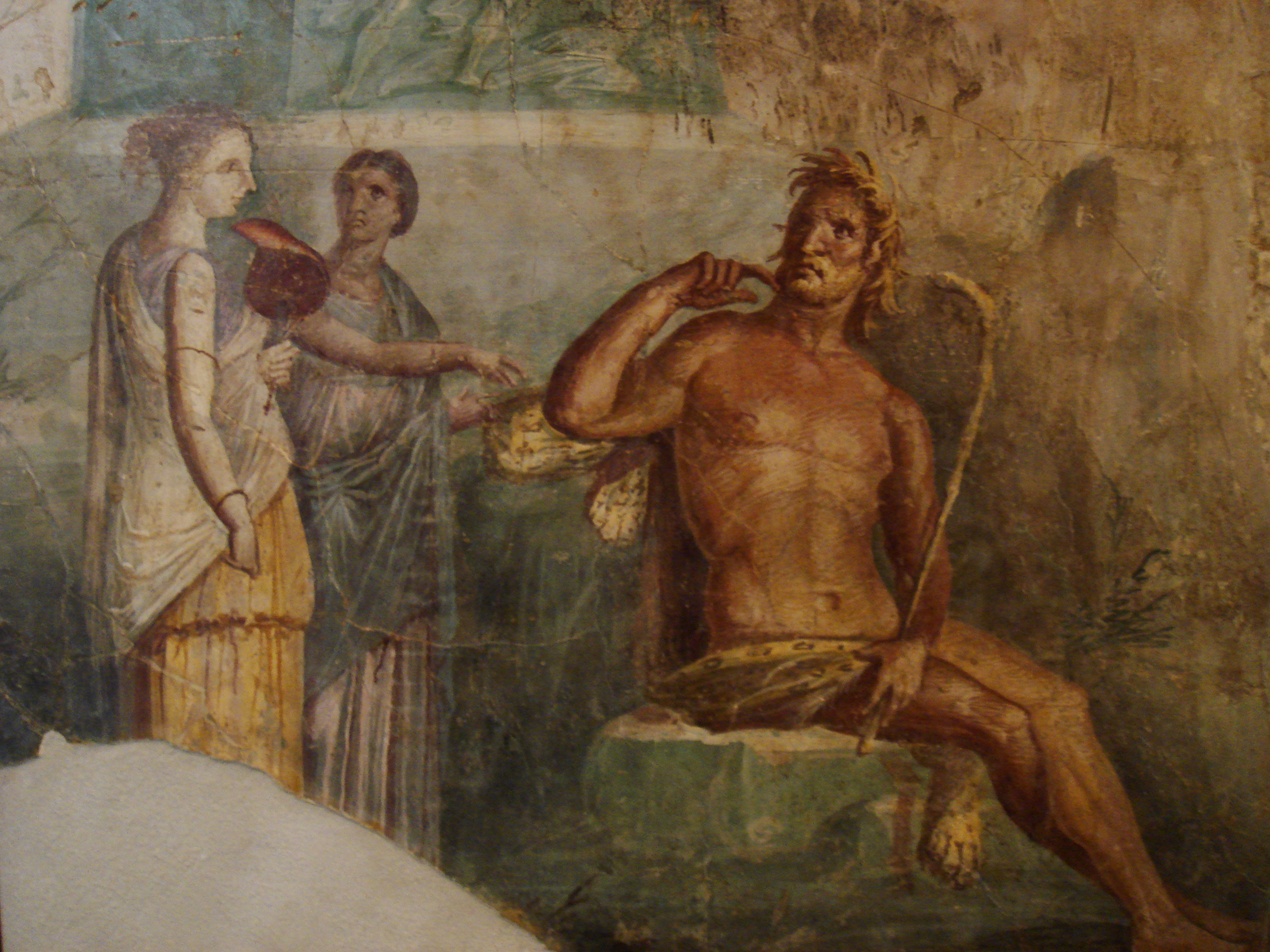
폴리페모스가 갈라테이아의 도착 소식을 듣고 있다. 폼페이의 "제4양식"으로 그려진 고대 로마 프레스코화 (서기 45-79년)

로마의 특징적인 신화는 종종 정치적 또는 도덕적이다. 즉, 로마 종교에서 표현된 신성한 법에 따른 로마 정부의 발전과, 개인이 도덕적 기대치(모스 마이오룸)를 지키거나 실패하는 것을 보여주는 것을 다룬다.
- 사비니 여인들의 강간, 로마 문화 형성에 있어 사비니인의 중요성과 갈등 및 동맹을 통한 로마의 성장을 설명한다.
- 누마 폼필리우스, 사비니인 출신의 로마 제2대 로마 국왕으로, 님프 에게리아와 교류하며 로마의 많은 법률 및 종교 기관을 설립했다.
- 세르비우스 툴리우스, 로마 제6대 국왕으로, 그의 신비로운 출생은 자유롭게 신화화되었고 여신 포르투나의 연인으로 알려져 있다.
- 타르페아 절벽, 그리고 그것이 반역자 처형에 사용된 이유.
- 루크레티아, 그녀의 자살이 초기 로마 왕정의 전복을 촉발하고 공화정 수립으로 이어졌다.
- 클로엘리아, 라르스 포르세나에게 인질로 잡혔던 로마 여인으로, 탈출했으나 협상 후 자발적으로 돌아와 다른 사람들을 구하고 평화 조약을 유지했다.
- 다리 위의 호라티우스, 개인의 용기의 중요성에 대해.
- 무키우스 스카이볼라, 로마에 대한 충성을 증명하기 위해 오른손을 불에 집어넣었다.
- 카이쿨루스와 프라에네스테의 건국.[7]
- 만리우스와 거위들, 로마에 대한 갈리아족의 포위 중 신의 개입에 대해.[8]
- 노나이 카프로티나에와 포플리푸기아 축제에 관한 이야기.[9]
- 코리올라누스, 정치와 도덕에 관한 이야기.
- 에트루리아인 도시 코리투스가 트로이와 이탈리아 문명의 "요람".[10][11]
- 로마에 위대한 어머니 (키벨레)의 도착.[12]

## 종교와 신화
신적 활동에 대한 서사는 로마인들 사이에서보다는 그리스 종교적 신념 체계에서 더 중요한 역할을 했으며, 로마인들에게는 의식과 숭배가 우선이었다. 로마 종교는 성경과 그 주석에 기반을 두지 않았지만, 사제 문헌은 라틴어 산문의 가장 초기 형태 중 하나였다. 폰티펙스단과 아우구르의 서적(libri)과 주석(commentarii)은 종교적 절차, 기도문, 그리고 종교법에 대한 판결과 의견을 담고 있었다. 이러한 보관된 자료 중 적어도 일부는 로마 원로원이 참고할 수 있었지만, 그것은 종종 occultum genus litterarum, 즉 정의상 사제만이 접근할 수 있는 난해한 형태의 문헌이었다. 세계사와 로마의 운명에 관한 예언들은 역사적 전환점에서 우연히 발견되었는데, 쿠마에 무녀로부터 루키우스 타르퀴니우스 수페르부스(전설에 따르면)가 기원전 6세기 후반에 구입한 모호한 시빌라 신탁집에서 갑자기 드러났다. 고대 로마 종교의 일부 측면은 다른 고전 및 기독교 작가들을 통해 알려진 기원전 1세기 학자 마르쿠스 테렌티우스 바로의 유실된 신학 저작에 남아 있었다.

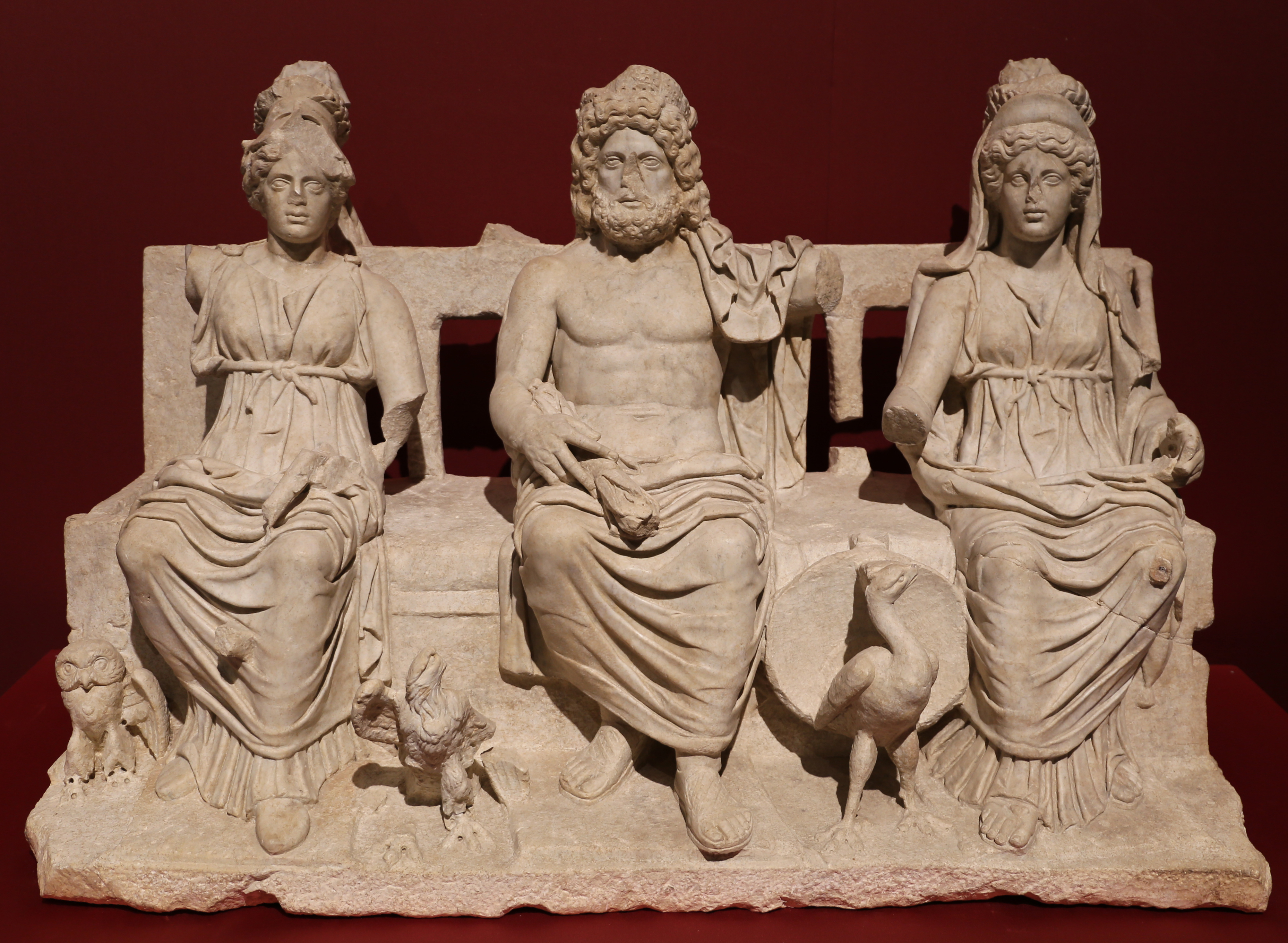
카피톨리노 삼신

전통적인 로마 종교는 교리적으로는 독단적이지 않고 의식적으로는 보수적이었지만, 그들이 영속시킨 의식의 의미는 사회 변화에 대응하여 신화, 원인론, 주석, 그리고 다른 문화의 영향이 축적되면서 적응되고 확장되며 재해석될 수 있었다. 가장 초기의 판테온에는 야누스, 베스타, 그리고 최고위 플라멘을 가진 유피테르, 마르스, 퀴리누스의 이른바 원시 삼신이 포함되었다. 전통에 따르면, 사비니인 출신의 로마 제2대 로마 국왕인 누마 폼필리우스가 로마 종교를 창시했다. 누마는 샘과 예언의 로마 여신 또는 님프인 에게리아를 그의 배우자이자 조언자로 두었다고 믿어졌다. 에트루리아의 영향을 받은 유피테르, 유노, 미네르바의 카피톨리노 삼신은 나중에 공식 종교의 중심이 되었고 원시 삼신을 대체했다. 이는 인도유럽 종교 내에서 두 명의 여성 신과 한 명의 남성 신으로 이루어진 최고 삼신이 형성된 특이한 사례이다. 디아나 숭배는 아벤티노 언덕에 정착했지만, 이 여신에 대한 가장 유명한 로마의 표현은 J.G. 프레이저가 신화 연구의 고전인 황금가지에서 그녀의 숭배에 관심을 기울였기 때문에 디아나 네모렌시스일 것이다. 현대 학자들이 아벤티노 삼신이라고 부르는 케레스, 리베르, 그리고 리베라는 플레브스가 부와 영향력을 얻으면서 발전했다.

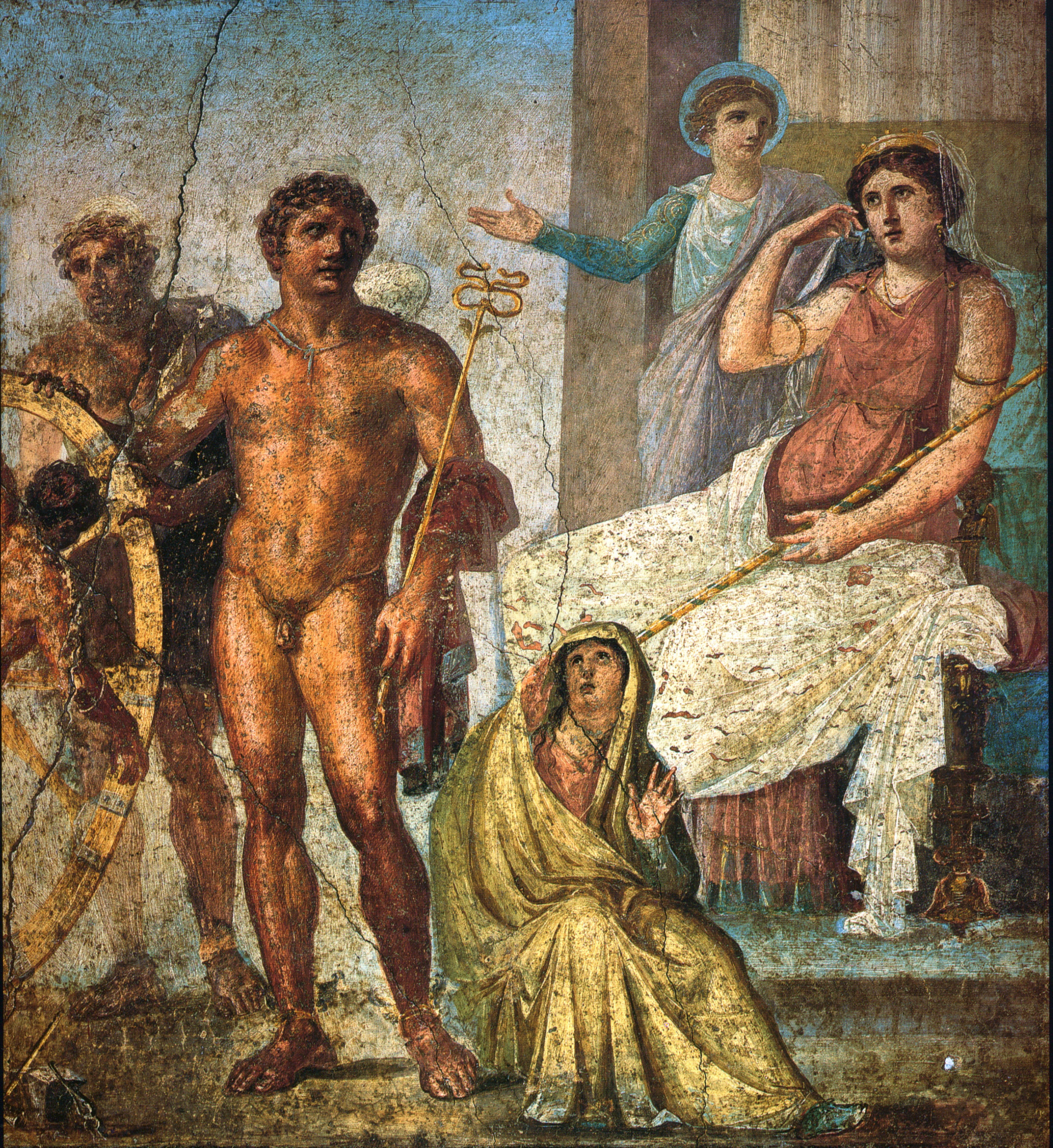
익시온의 처벌: 중앙에는 케뤼케이온을 들고 있는 메르쿠리우스가 서 있고, 오른쪽에는 유노가 왕좌에 앉아 있다. 그녀 뒤에는 이리스가 서서 손짓하고 있다. 왼쪽에는 불카누스 (금발의 인물)가 바퀴 뒤에 서서 그것을 조작하고 있으며, 익시온은 이미 바퀴에 묶여 있다. 네펠레는 메르쿠리우스의 발 아래 앉아 있다. – 폼페이 베티이 가옥의 트리클리니움 동쪽 벽에 그려진 로마 프레스코화, 제4양식 (서기 60~79년).

신들은 일상생활의 실제적인 필요를 명확히 나타냈으며, 로마인들은 그들에게 적절한 의식과 제물을 꼼꼼히 바쳤다. 초기 로마의 신들에는 다양한 특정 활동을 수행할 때 이름이 불려지는 수많은 "전문 신들"이 포함되었다. 쟁기질이나 씨뿌리기와 같은 행위에 수반되는 오래된 의식의 단편들은 작업의 모든 단계에서 별도의 신이 불려졌으며, 각 신의 이름은 해당 작업의 동사에서 정기적으로 유래했다는 것을 보여준다. 수호신은 고대 로마에서 특히 중요했다. 사투르누스는 유피테르, 케레스, 플루톤, 넵투누스, 유노, 베스타의 아버지로 알려져 있었다.
그리하여 야누스와 베스타는 문과 화로를 지키고, 라레스는 밭과 집을, 팔레스는 목초지를, 사투르누스는 씨뿌리기를, 케레스는 곡식의 성장을, 포모나는 과일을, 그리고 콘수스와 옵스는 수확을 보호했다. 신들의 지배자인 유피테르는 그의 비가 농장과 포도밭에 줄 수 있는 도움에 대해 숭배받았다. 그의 더 포괄적인 성격으로 그는 번개라는 무기를 통해 인간 활동의 지휘자로 여겨졌다. 그의 광범위한 영역 때문에 로마인들은 그를 자신의 공동체 경계를 넘는 군사 활동에서 자신들의 수호자로 여겼다. 초기에는 마르스와 퀴리누스 신들이 두드러졌는데, 이들은 종종 서로 동일시되었다. 마르스는 전쟁과 농업의 신이었고, 3월과 10월에 숭배받았다. 퀴리누스는 평화 시에 무장 공동체의 수호신이었다.
19세기 학자 게오르크 비소바는 로마인들이 신을 두 가지 범주, 즉 디스 인디게테스와 디스 노벤시데스 또는 노벤실레스로 구분했다고 생각했다. 인디게테스는 로마 국가의 본래 신들로, 그 이름과 본질은 초기 사제들의 칭호와 달력에 고정된 축제들로 나타나며, 30명의 신들이 특별한 축제로 숭배받았다. 노벤시데스는 역사 시대에 도시로 유입된 후기 신들로, 보통 알려진 날짜에 특정 위기나 느껴진 필요에 따라 도입되었다. 그러나 아르날도 모밀리아노 등은 이러한 구별을 유지할 수 없다고 주장했다. 한니발 전쟁 동안 "토착 신"과 "이민 신" 사이의 구별은 희미해지기 시작했고, 로마인들은 다양한 문화권의 다양한 신들을 힘과 보편적인 신성한 호의의 상징으로 받아들였다.

### 외래 신들

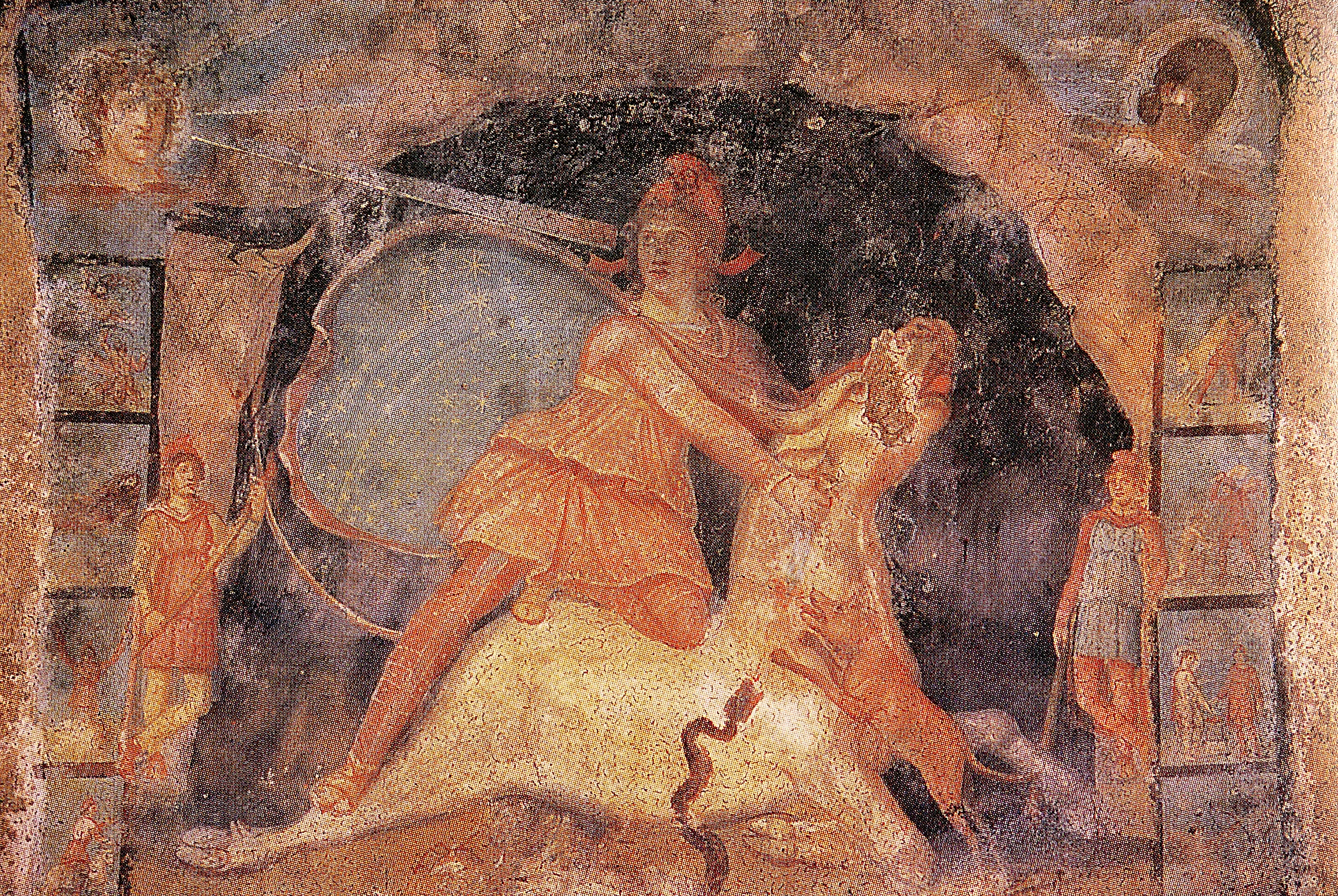
로마 벽화에 그려진 미트라스

이웃 지역의 신들을 흡수하는 과정은 로마 국가가 이웃 영토를 정복하면서 이루어졌다. 로마인들은 일반적으로 정복된 영토의 지역 신들에게 로마 국가 종교의 이전 신들과 동일한 영예를 부여했다. 디오스쿠로이 외에도 이탈리아의 정복된 정착지들은 로마 판테온에 디아나, 미네르바, 헤르쿨레스, 베누스, 그리고 낮은 지위의 신들을 기여한 것으로 보이는데, 이들 중 일부는 이탈리아 신들이었고, 다른 일부는 원래 마그나 그라이키아의 그리스 문화에서 유래했다. 기원전 203년, 로마는 프리기아의 페시누스에서 키벨레를 상징하는 숭배물을 들여왔고, 정당한 의식으로 그 도착을 환영했다. 기원전 1세기 중반의 동시대 시인인 루크레티우스와 카툴루스는 키벨레의 맹렬하게 열광적인 숭배에 대한 부정적인 시각을 제시한다.
어떤 경우에는, 적대 세력의 신들이 에보카티오 의식을 통해 로마의 새로운 신전에 거주하도록 공식적으로 초대되기도 했다.
외국인 (페레그리누스) 공동체와 해방 노예(리베르티니)는 도시 내에서 자신들의 종교적 관행을 계속했다. 이러한 방식으로 미트라스는 로마에 전파되었고 로마 육군 내에서 그의 인기가 높아져 그의 숭배는 브리타니아까지 퍼져나갔다. 중요한 로마 신들은 결국 더 의인화된 그리스 신들과 여신들과 동일시되었고, 그들의 많은 속성과 신화를 받아들였다.

## 천문학

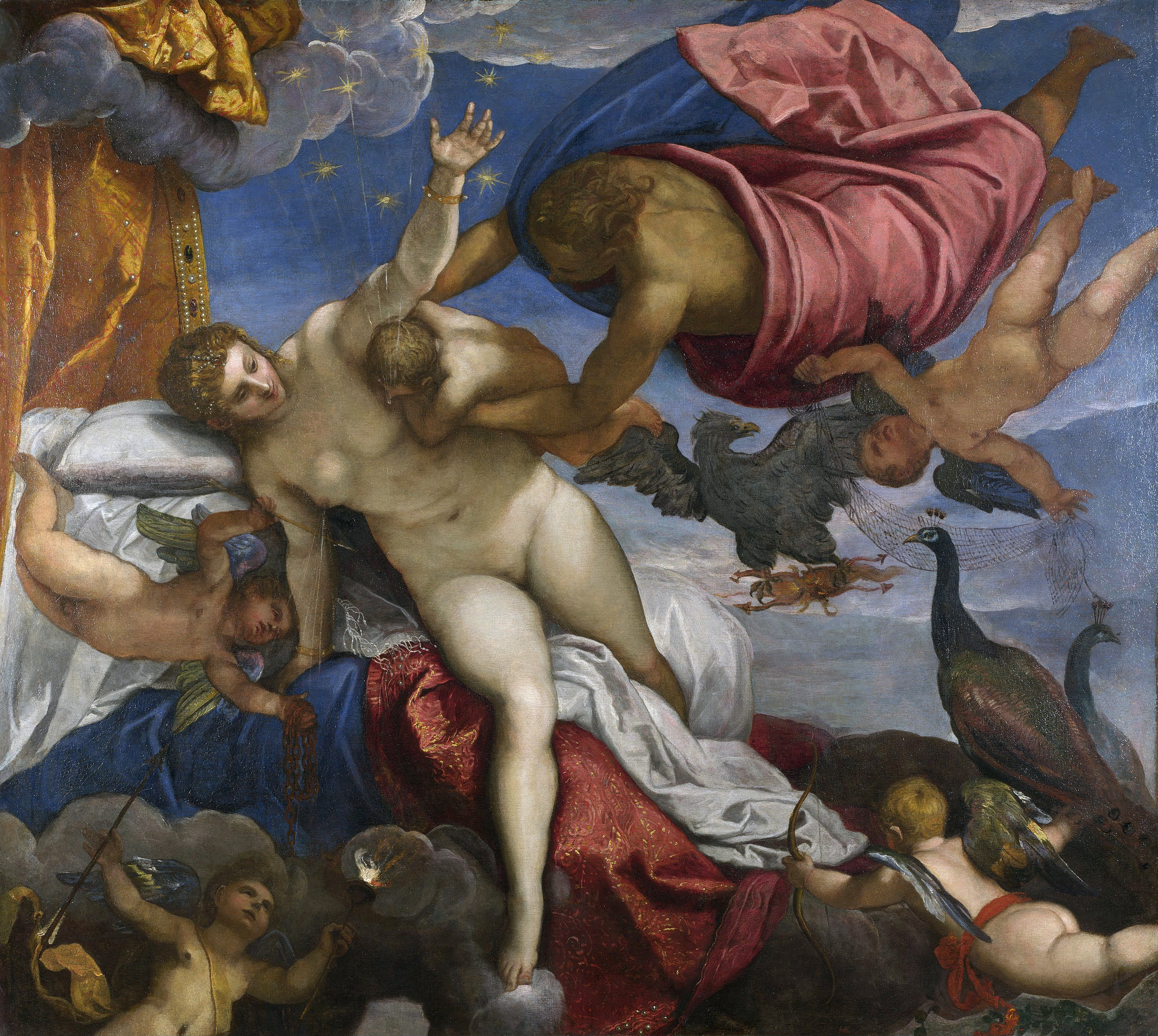
틴토레토의 은하수의 기원 (c. 1575–1580)

많은 천체는 수성, 금성, 화성, 목성, 토성, 해왕성과 같은 로마 신들의 이름을 따서 명명되었다.
로마 신화와 그리스 신화에서, 유피테르는 인간 여인에게서 태어난 아들인 아기 헤르쿨레스를 잠든 유노의 가슴에 올려 놓아 아기가 신성한 젖을 마시고 불멸이 되게 한다. 이 행위는 아기에게 신과 같은 자질을 부여할 것이다. 유노가 깨어나 알 수 없는 아기에게 젖을 먹이고 있었다는 사실을 깨닫고 그를 밀쳐내자, 그녀의 젖이 쏟아져 우리 은하가 되었다. 신화의 다른 버전에서는, 버려진 헤르쿨레스를 미네르바가 유노에게 먹이도록 주지만, 헤르쿨레스의 강인함 때문에 미네르바는 고통 속에서 그를 자신의 가슴에서 떼어내게 된다. 튀어나온 젖이 은하수를 형성한다.

## 같이 보기
- 로마 신 목록